# Halvard Hanevold
Halvard Hanevold   (Asker, 3 de desembre de 1969 - Asker, 3 de setembre de 2019) va ser un biatleta noruec, un dels grans especialistes de les dècades del 1990 i del 2000 i guanyador de sis medalles olímpiques en 4 Jocs Olímpics diferents.

## Carrera esportiva
Va participar en els Jocs Olímpics d'Hivern de 1994 realitzats a Lillehammer (Noruega), on finalitzà setè en la prova de relleus 4x7,5 km. amb l'equip noruec i quaranta-sisè en els 20 quilòmetres individuals. En els Jocs Olímpics d'Hivern de 1998 realitzats a Nagano (Japó) aconseguí guanyar la medalla d'or en la prova dels 20 km. individuals i la medalla de plata en la prova de relleus 4x7,5 km, a més de finalitzar vuitè en els 10 quilòmetres esprint.
En els Jocs Olímpics d'Hivern de 2002 realitzats a Salt Lake City (Estats Units) aconseguí la medalla d'or en la prova de relleus 4x7,5 km, a més de finalitzar cinquè en els 20 km. individuals, vuitè en els 12,5 km. persecució i tretzè en els 10 quilòmetres esprint.
En els Jocs Olímpics d'Hivern de 2006 realitzats a Torí (Itàlia) aconseguí guanyar la medalla de plata en els 10 km. esprint i la medalla de bronze en els 20 km. individuals, a més de finalitzar cinquè en els relleus 4x7,5 km. i 12,5 km. persecució i setè en els 15 quilòmetres amb sortida massiva.
En els Jocs Olímpics d'Hivern de 2010 realitzats a Vancouver (Canadà), i amb 40 anys, aconseguí guanyar la seva sisena medalla olímpica en aconseguir l'or en la prova de relleus 4x7,5 km, a més de finalitzar dissetè en els 12,5 km. persecució, dinovè en els 15 km. amb sortida massiva i vint-i-quatrè en els 10 quilòmetres esprint.
Al llarg de la seva carrera va guanyar 16 medalles en el Campionat del Món de biatló, destacant cinc medalles d'or (20 km. individuals: 2003; relleus 4x7,5 km.: 2005 i 2009; i prova per equips: 1995 i 1998). En la Copa del Món de l'especialitat va aconseguir 40 podis.
Es retirà a la fi de la temporada 2009-2010.